# Frohen-sur-Authie
Frohen-sur-Authie (picardisch: Frouhin-su-Eutie) ist eine nordfranzösische Gemeinde mit 243 Einwohnern (Stand 1. Januar 2022) im Département Somme in der Region Hauts-de-France. Die Gemeinde liegt im Arrondissement Amiens, ist Teil der Communauté de communes du Territoire Nord Picardie und gehört zum Kanton Doullens.

## Geographie
Die Gemeinde liegt am Fluss Authie an der Grenze zum Département Pas-de-Calais. 

## Geschichte
Die Gemeinde ist am 1. Januar 2007 als Commune nouvelle aus dem Zusammenschluss der zuvor selbstständigen Gemeinden Frohen-le-Grand und Frohen-le-Petit entstanden. Die beiden früheren Gemeinden gehörten zu einer Herrschaft.
An der Südgrenze des Gemeindegebiets befinden sich Reste von Raketenabschussrampen der deutschen Wehrmacht aus dem Zweiten Weltkrieg.

## Einwohner
| 1962 | 1968 | 1975 | 1982 | 1990 | 1999 | 2006 | 2011 |
| ---- | ---- | ---- | ---- | ---- | ---- | ---- | ---- |
| 226  | 212  | 204  | 179  | 171  | 174  | 207  | 229  |

## Verwaltung
Bürgermeister (maire) ist seit 2007 Jean-Pierre Devillers.

## Sehenswürdigkeiten
- Kirche Saint-Furcy in Frohen-le-Grand
- Kapelle in Frohen-le-Grand
- Kirche Saint-Pierre in Frohen-le-Petit, 1926 teilweise als Monument historique eingetragen (Base Mérimée PA00116165)